# Mansois

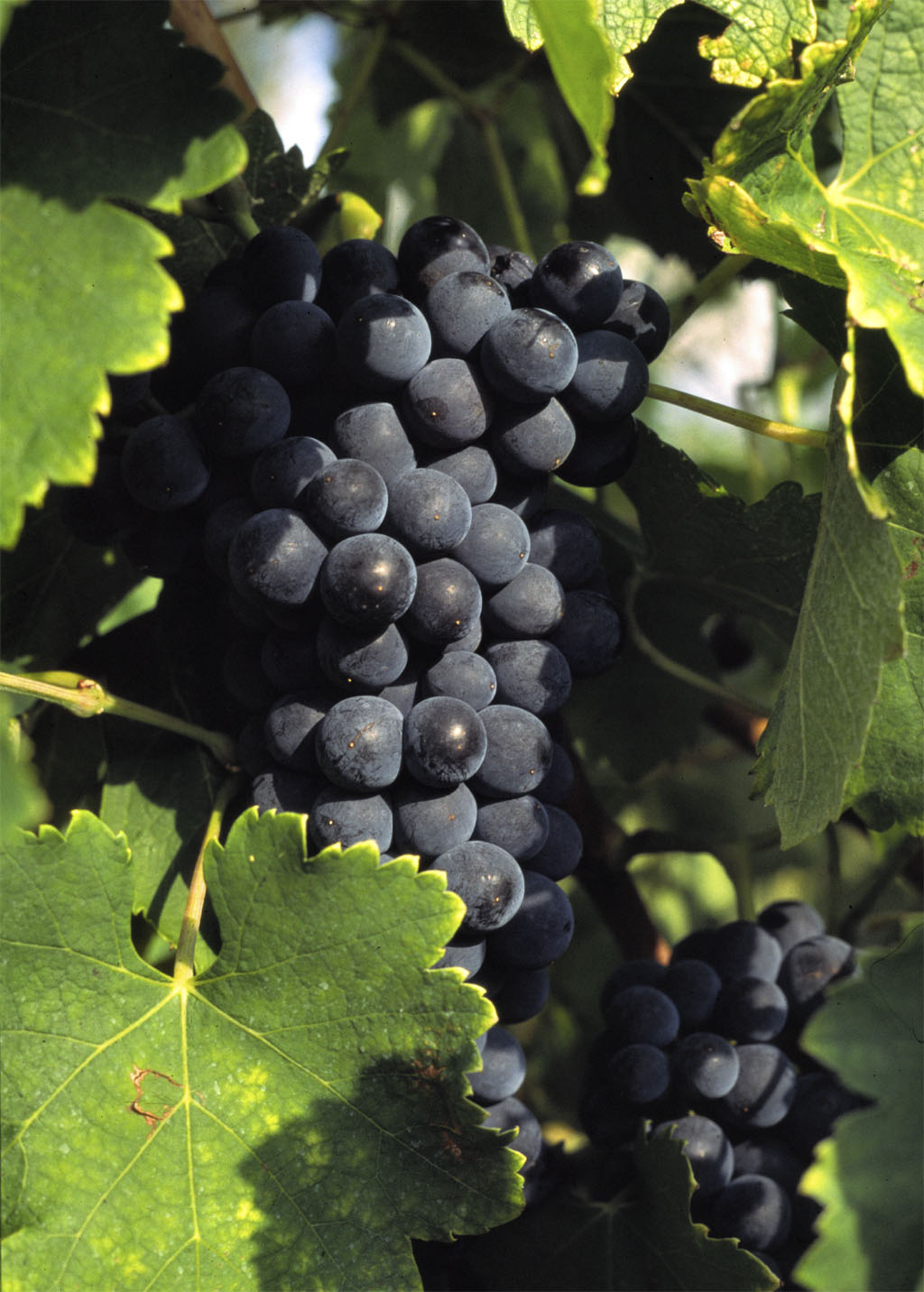
Fer Servadou

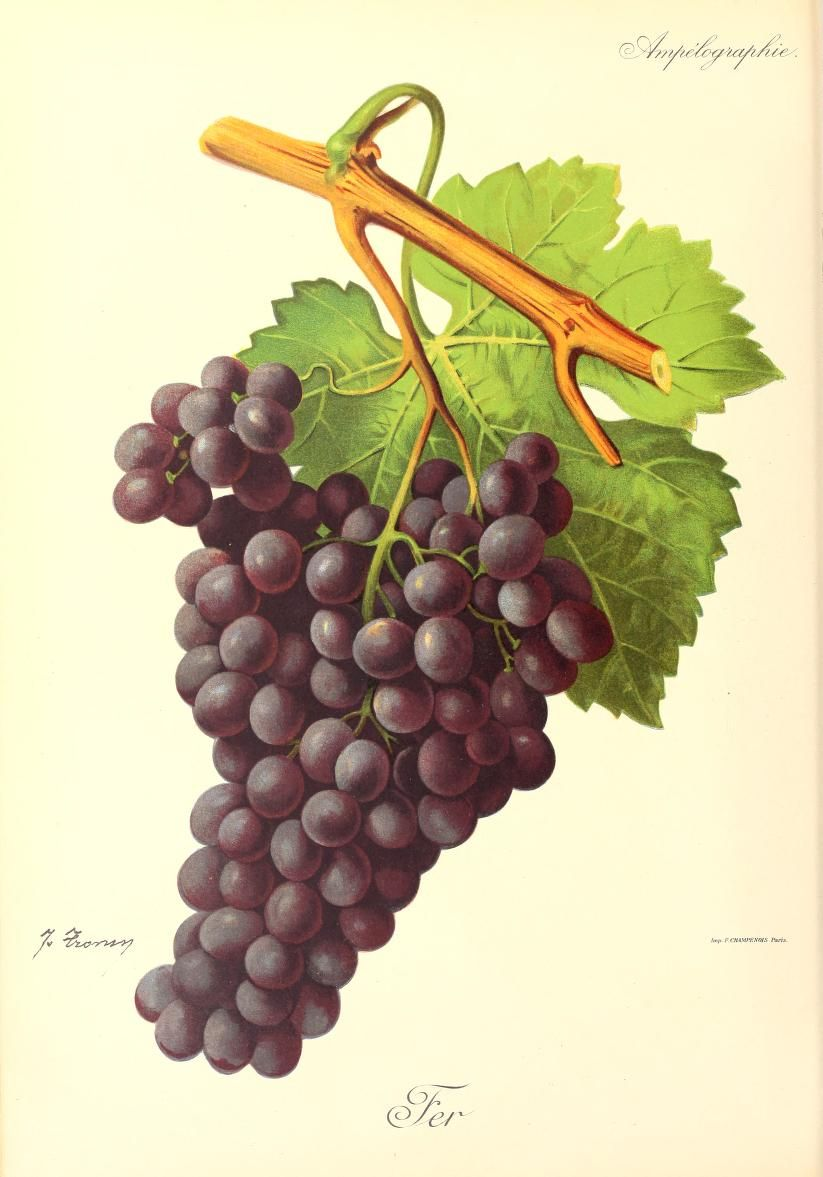
Fer Servadou en Viala & Vermorel

Fer (también conocida como Fer Servadou, Pinenc, Mansois y varios otros sinónimos) es una variedad de uva de vino tinto francés que se cultiva principalmente en el suroeste de Francia y es más notable por su papel en los vinos de la Appellation d'origine contrôlée (AOC) de Gaillac, Marcillac y Béarn, pero también se puede encontrar como componente menor en los vinos de Madiran,  Cabardès y Bergerac. La uva también se presenta en mezclas tintas de varias regiones vin de pays en el suroeste con plantaciones significativas provenientes del departamento de Aveyron.
Según el experto en vinos Oz Clarke, el vino hecho de Fer a menudo se caracteriza por sus aromas perfumados de grosellas y frutas rojas, taninos suaves y concentración en frutas. La uva no está relacionada con el clon de Malbec conocido como Fer que está ampliamente plantado en toda la Argentina.
El nombre Fer es francés para hierro (latín Ferrum), una referencia a la madera muy dura y "similar al hierro" del dosel sobre el suelo de la vid. Debido a este stock de madera muy duro, la vid puede ser difícil de podar y enrejar.

## Historia

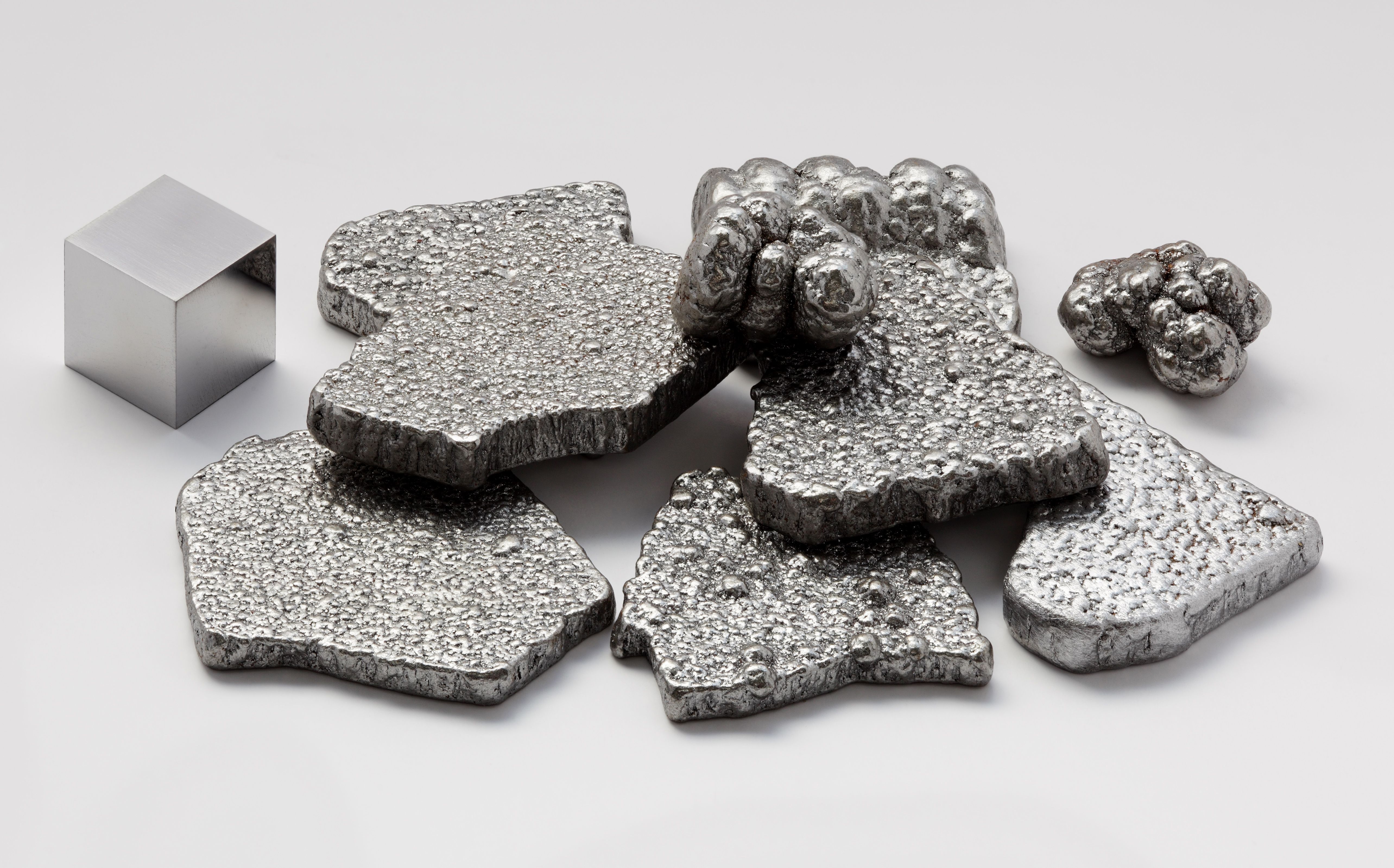
El stock de madera muy dura de la vid de Fer dio lugar al nombre de la uva de los nombres franceses y latinos para el hierro.

Fer tiene una larga tradición en las regiones vinícolas del suroeste de Francia y es posiblemente autóctono de la zona. Durante siglos, muchos de los vinos tintos con cuerpo de las muchas comunas productoras de vino a menudo incluían algún porcentaje de Fer en la mezcla. La uva era apreciada por el color y la concentración que agregaba, a pesar de que la viticultura y el cultivo podían ser difíciles debido a su stock de madera extremadamente duro. Aunque la uva desarrolló numerosos sinónimos en toda la región, la dureza "similar al hierro" de la madera de la vid dio lugar a su nombre principal, Fer, que también es la palabra francesa para hierro.

## Regiones vinícolas

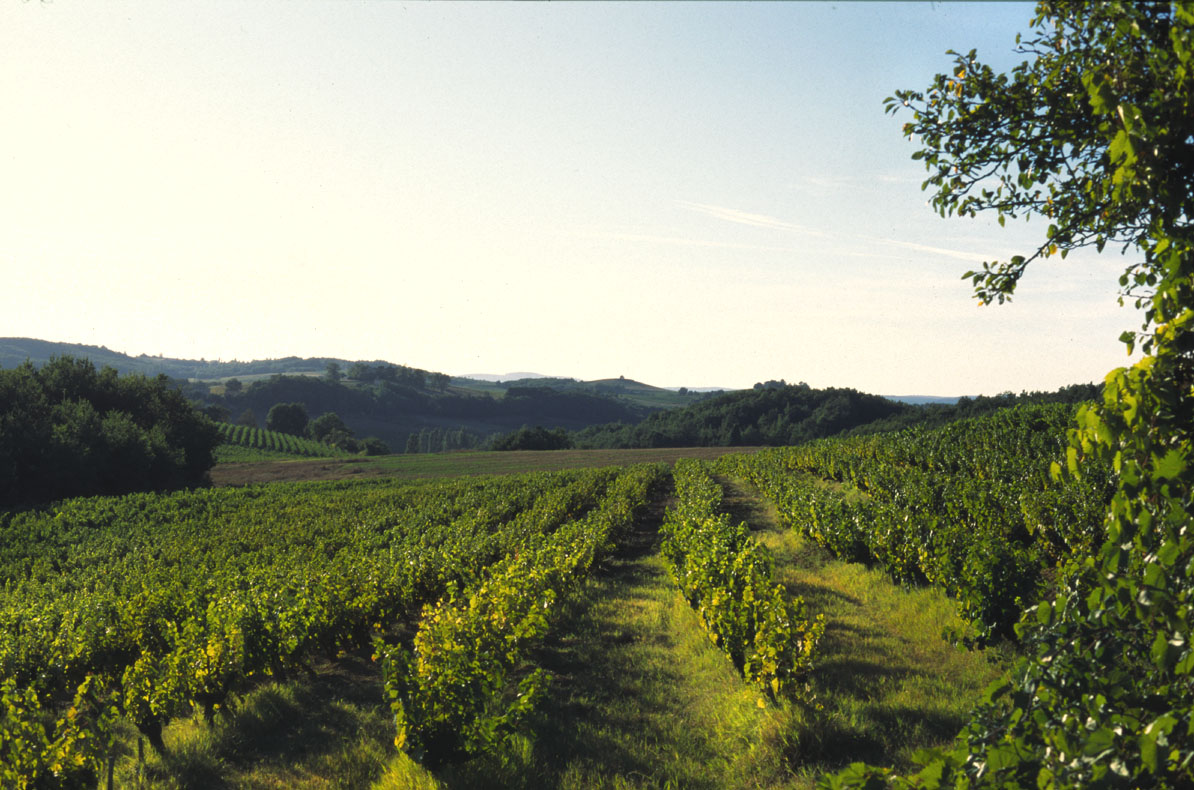
En la región vinícola de Gaillac (en la foto) del departamento de Tarn, Fer también se conoce como Brocol y Braucol

Mientras que las plantaciones de Fer se pueden encontrar en el suroeste de Francia, la uva se planta más ampliamente en el departamento de Aveyron, donde se presenta en los vinos de Marcillac, Entraygues y Estaing, donde la uva también se conoce como Mansois. En Madiran y Béarn, Fer también es conocido como Pinenc y, aunque una vez más se utiliza prominentemente, ahora suele ser solo un jugador complementario a Tannat, Cabernet Sauvignon y Cabernet Franc. En el departamento de Tarn, se puede encontrar en los vinos AOC de Gaillac donde se conoce bajo los antiguos sinónimos de Brocol y Braucol. Otros vinos de AOC que incluyen Fer entre sus variedades permitidas son Cabardès en la región vinícola de Languedoc-Rosellón y Bergerac en la Dordoña, que es esencialmente el alcance más septentrional de la uva.
Fuera de Francia, los productores en Argentina pensaban que tenían plantaciones de Fer bajo cultivo, pero a fines del siglo 20 se descubrió que los 3.700 acres de la vid eran en realidad un clon de Malbec que, aunque es una uva francesa en sí, no tiene relación conocida con Fer.

## Estilos de vino

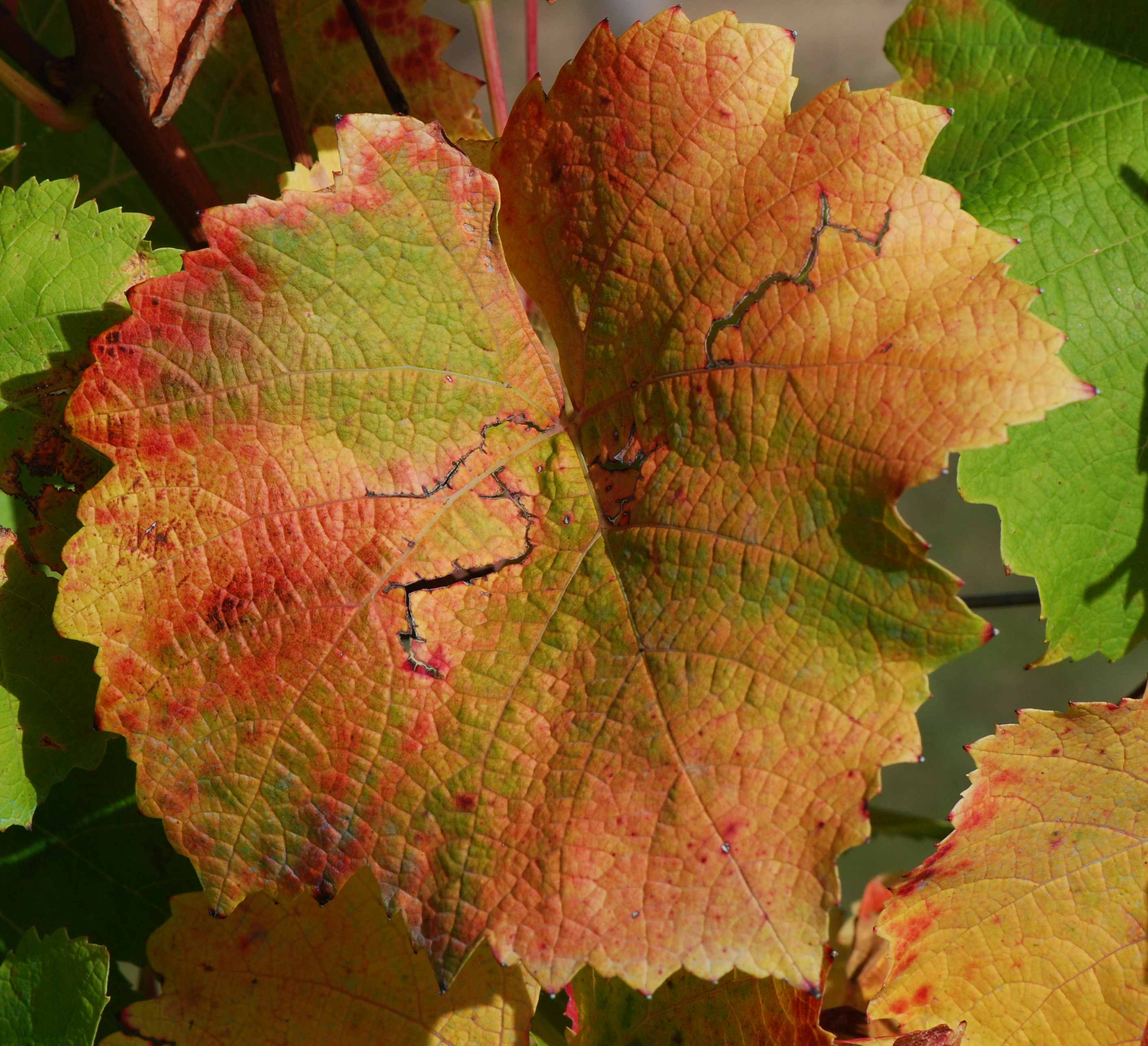
Hoja de uva de la vid Fer en otoño.

La experta en vinos Jancis Robinson describe los vinos elaborados con Fer como "interesantemente perfumados" con una nota de aroma a ruibarbo. Por lo general, los vinos a menudo tienen cuerpo con colores rubí oscuros y sabores de frutas concentrados. Robinson señala que los vinos predominantemente compuestos por Fer de Marcillac pueden ser tánicos y rústicos con aromas ahumados.

## Sinónimos
A lo largo de los años, Fer y sus vinos han sido conocidos bajo varios sinónimos, incluyendo Arech, Arrouya, Bequignaou, Béquignol, Bois droit, Braucol, Brocol, Caillaba, Camarouge, Camirouch, Chalamoncet, Chalosse noir, Chausset, Couahort, Cruchenit, Estronc, Estrong, Fer bequignaou, Fer Noir, Ferre, Rouge, Here, Herrant, Herre, Mances, Mansoi, Mansois, Mauran, Moura, Mourach, Noir brun, Panereuil, Petit Fer, Petit here,  Petit Mourastel, Petite here, Piec, Piek, Pienc, Pinenc, Plant de fer, Queufort, Salebourg, Saoubade, Saumances, Saumansois, Saumences, Scarcit, Veron y Verron.